# Confederação (Polônia)
Uma konfederacja (polonês para "confederação") foi uma associação ad hoc formada pela nobreza polonesa (szlachta), clero ou cidades na República das Duas Nações para alcançar objetivos declarados. Tais "confederações" agiram em lugar da autoridade estatal ou para forçar seus pedidos sobre aquela autoridade. Uma "confederação", assim entendida, não deve ser confundida com o sentido moderno de uma "confederação". 
No final do século XIII, apareceram as confederações de cidades; no meio do século XIV, as confederações da nobreza, direcionadas contra as autoridades centrais (1352, 1439); durante os interregnums, as confederações (essencialmente os comitês de vigilância) se formaram para proteger a ordem interna, em substituição aos inativos tribunais reais, e defenderam o país de perigos externos.
Nos séculos XVII e XVIII, as confederações freqüentemente eram contra o rei; uma confederação não reconhecida por ele era considerado uma rebelião (rokosz). Freqüentes "confederações gerais" foram formadas, reunindo a maioria ou todas as províncias (voivodias) da República. O braço executivo da confederação era liderado por um  presidente e a suprema autoridade da confederação era um conselheiro geral; as decisões da confederação eram feitas pelo voto da maioria.
Em 1717 e pela Constituição de 3 de maio de 1791, aprovada pela Sejm de quatro anos de 1788-1792 (constituída como uma sejm confederada de modo que não pudesse ser interrompida pelo liberum veto), as confederações foram proscritas, mas na prática esta proibição não foi observada. A Constituição de 3 de maio foi derrubada após um ano, no meio de 1792, pela Confederação Targowica, formada pelos magnatas poloneses apoiados pela imperatriz russa Catarina II (a Grande) e a quem se juntou, sob extrema coação, o rei da Polônia Stanislaw August (que em 1764 havia se tornado rei graças a sua ex-soberana, a Imperatriz Catarina) e em decorrência da intervenção militar russa que levou (para a surpresa dos confederados) à Segunda Partição da República das Duas Nações em 1793.